# Suède, enfer et paradis
Pour plus de détails, voir Fiche technique et Distribution.
Suède, enfer et paradis (titre original : Svezia, inferno e paradiso) est un film mondo italien réalisé par Luigi Scattini et Massimo Pupillo, sorti en 1968.

## Synopsis
Le film, qui est composé de neuf séquences, propose de faire découvrir, selon la sensibilité latine de l'époque, la société suédoise sous toutes ses facettes, se concentrant sur les différents aspects des comportements sociaux et de la sexualité en Suède : boîtes de nuit lesbiennes, films pornographiques, style de vie, échangisme entre couples mariés et l'éducation sexuelle des adolescents. Le film aborde aussi la toxicomanie, l'alcoolisme et le suicide en Suède.

## Fiche technique
- Titre original : Svezia inferno e paradiso
- Titre français : Suède, enfer et paradis
- Réalisation : Luigi Scattini, Massimo Pupillo[2]
- Scénario : Lucio Marcuzzo et Luigi Scattini
- Musique : Piero Umiliani
- Photographie : Claudio Racca
- Montage : Luigi Scattini
- Sociétés de production : PAC, Caravel, Atlas
- Pays d'origine :  Italie
- Langue originale : italien
- Format : couleurs
- Genre : mondo
- Durée : 93 minutes
- Dates de sortie :
  - Italie : 4 septembre 1968
  - France : 25 juin 1969
  - Suède : 28 décembre 1972 (première à la télévision)

## Distribution
- Edmund Purdom : narrateur de la version anglaise
- Enrico Maria Salerno : narrateur de la version italienne
- Jean Topart : narrateur de la version française
- Marie Liljedahl : victime des Teddyboys (non créditée)

## Commentaires
La bande-son du film comporte le début de la chanson Mah-nà mah-nà de Piero Umiliani, dont la célébrité émerge par la suite avec Le Muppet Show.